# 回數票
回數票為中華民國交通部臺灣區國道高速公路局曾在高速公路各收費站使用的紙票，以代替現金繳付過路費。現已被高速公路電子收費系統所取代，並停止販售。

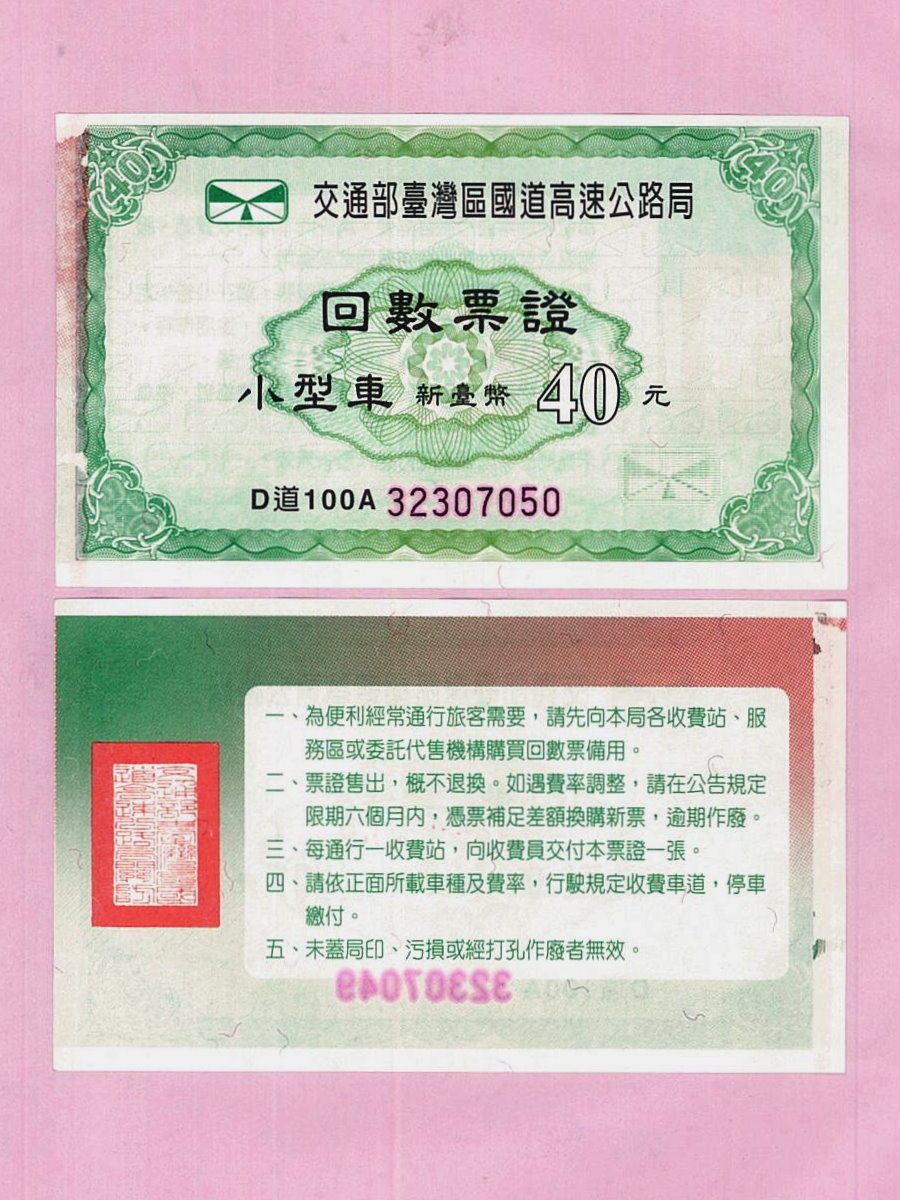
小型車回數票正面及反面

回數票曾在高速公路沿途服務區、郵局及加油站等地方發售，依車種區分為：小型車每本10張，售價新臺幣400元；大客車及大貨車每本10張，售價新臺幣500元；聯結車每本10張，售價新臺幣650元。另有販售每本100張，依原價打95折。
因應2013年下半年起，高速公路電子收費系統啟用，所有收費站停用及拆除。2013年4月10日開始回收回數票，並依票面價格兌換現金；現可於全臺14個服務區之服務台實行無限期辦理。

## 圖集

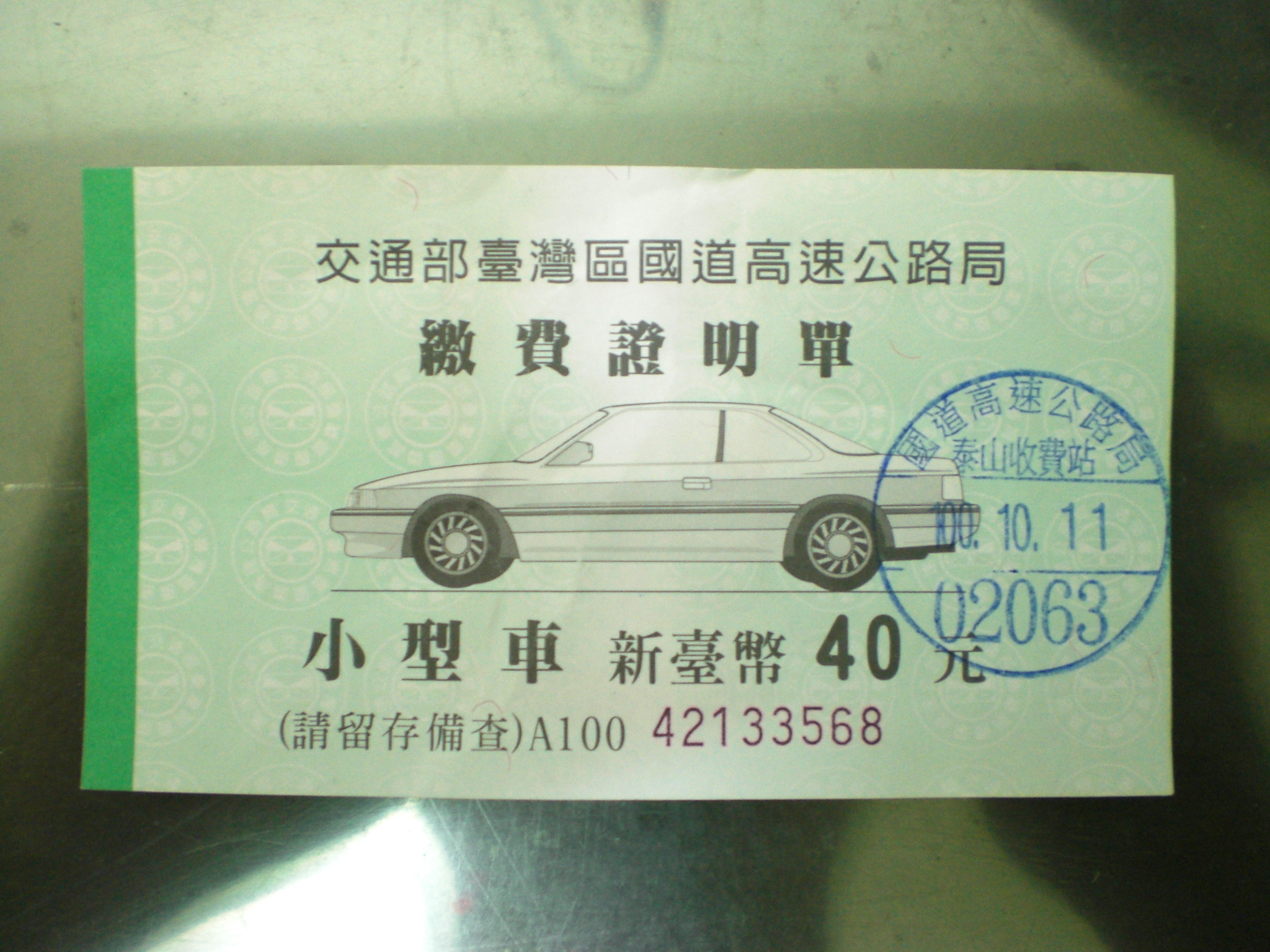
小型車繳費證明單正面
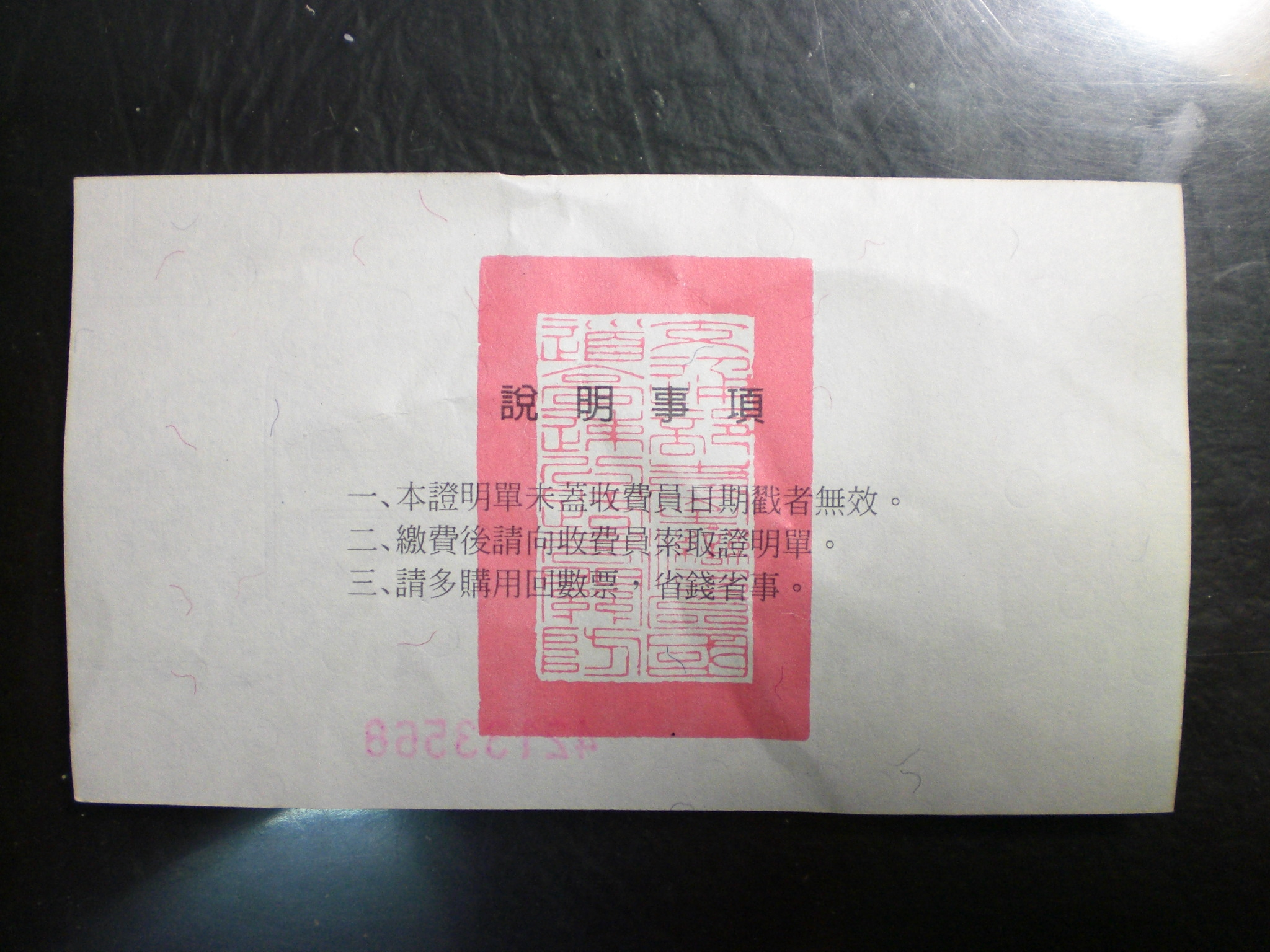
小型車繳費證明單背面
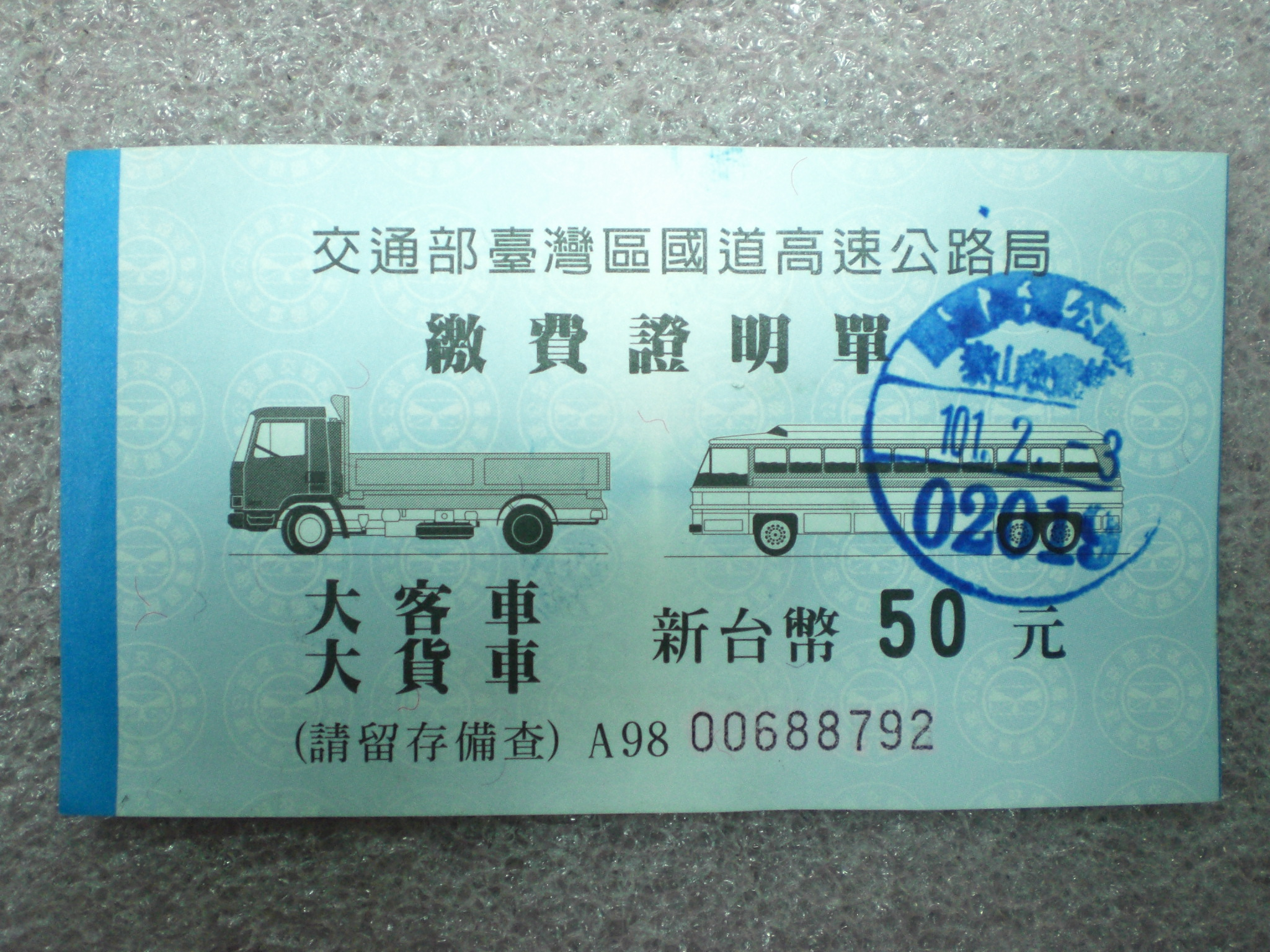
大客車及大貨車繳費證明單正面
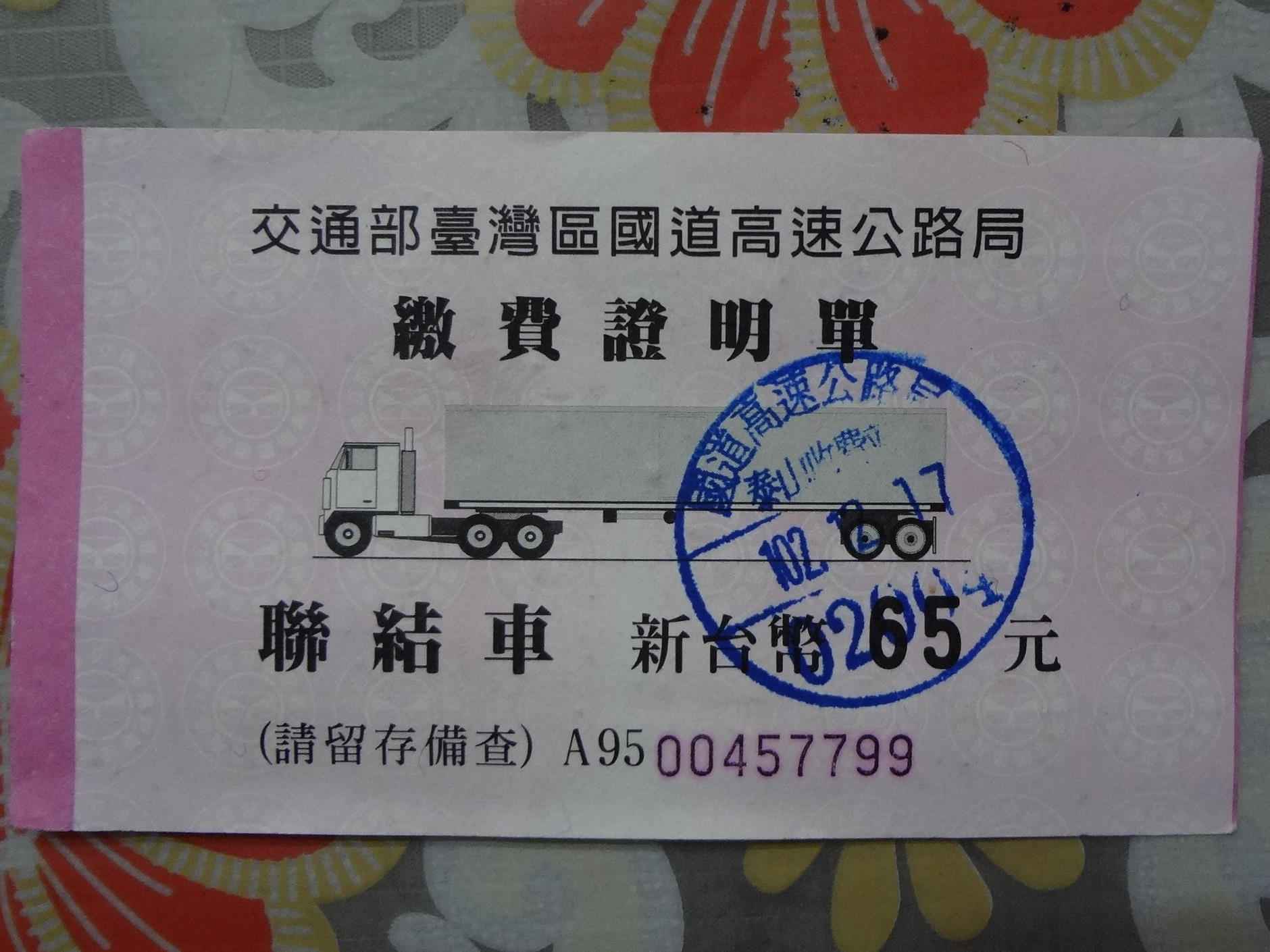
聯結車繳費證明單正面
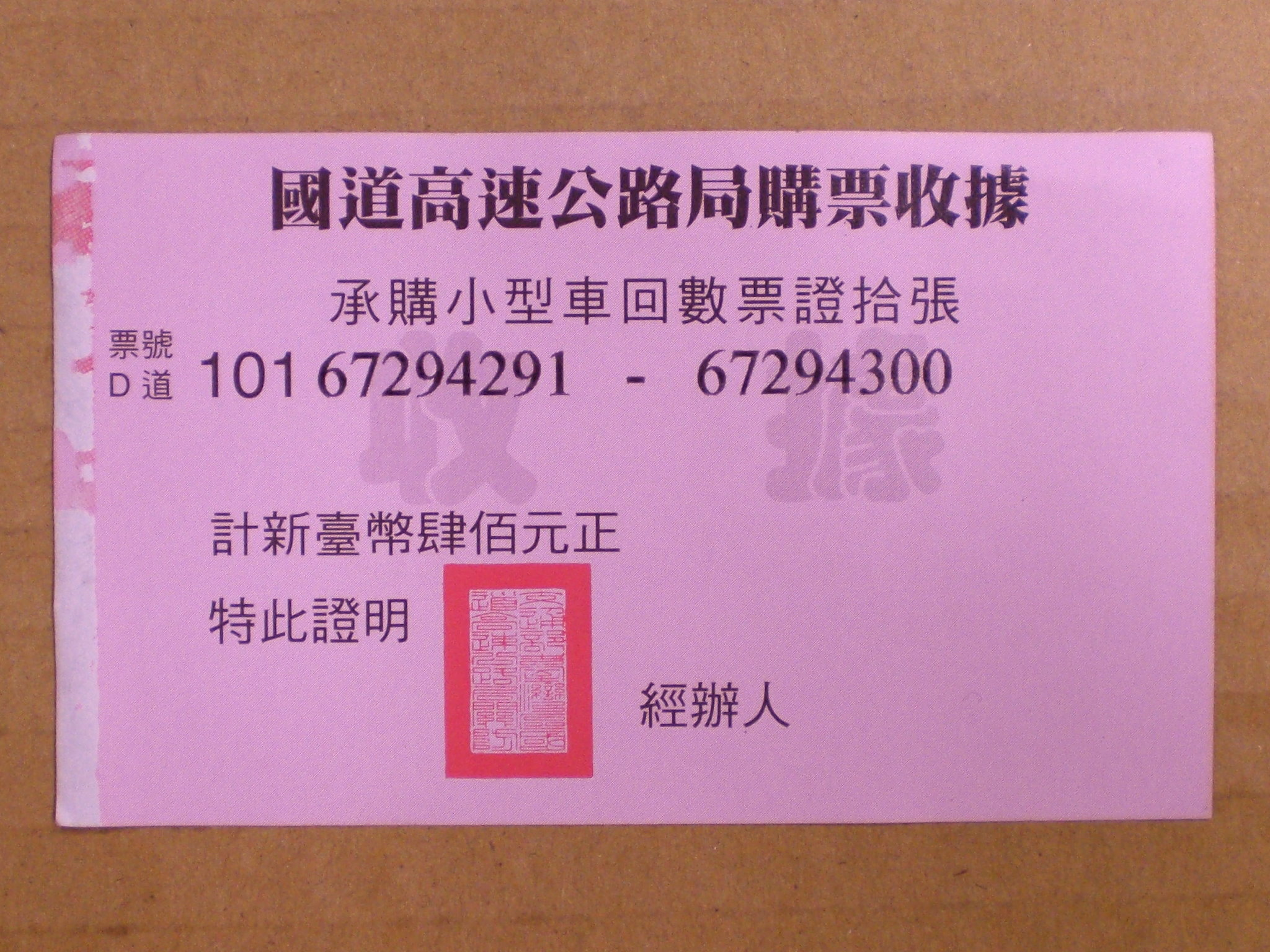
小型車回數票購票收據正面
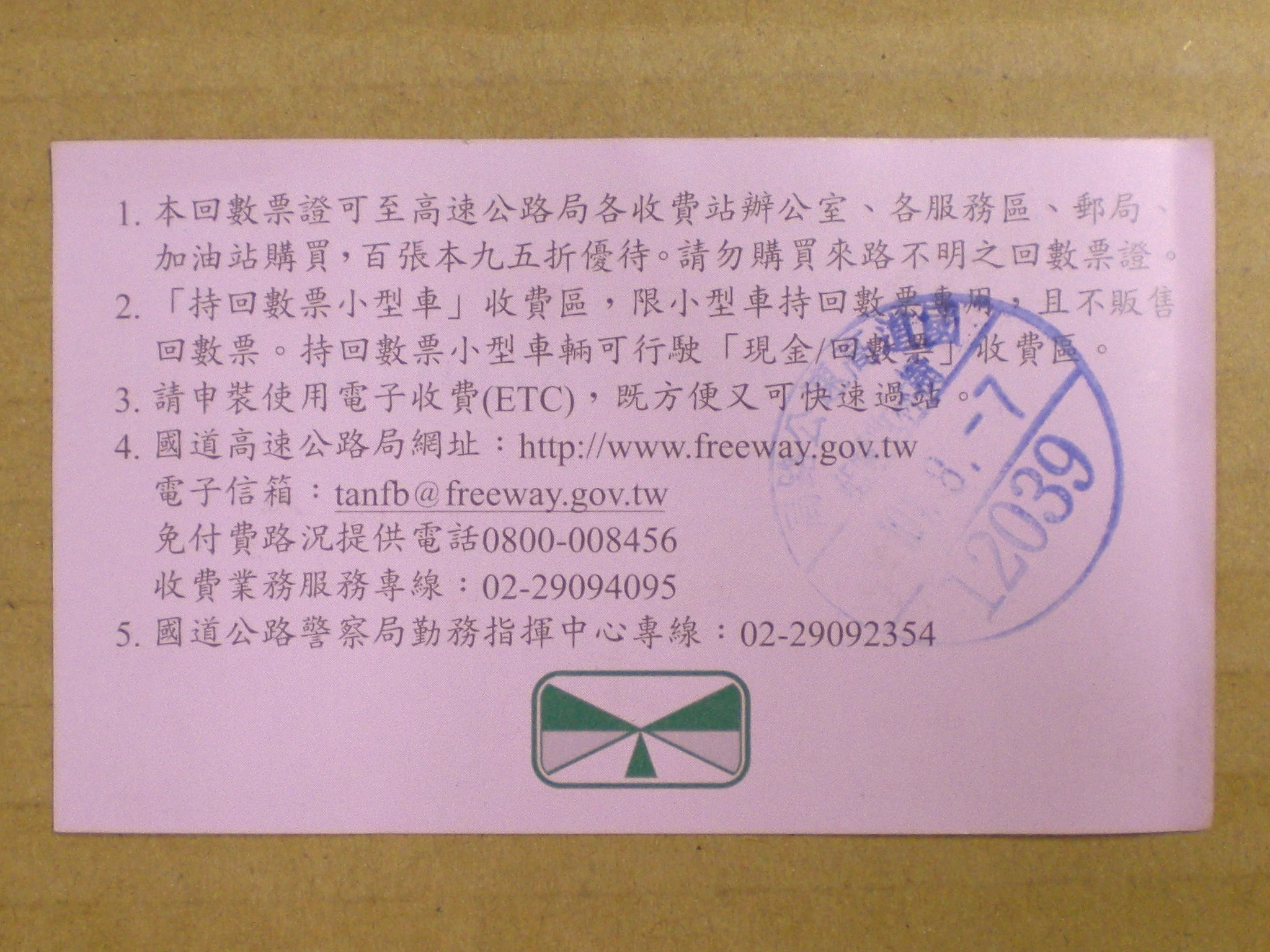
小型車回數票購票收據背面

1. ↑  1968高速公路局服務網. . 中華民國交通部臺灣區高速公路局.   [2018-02-08]. （原始内容存档于2018-02-08）.